# Krementjuk
Krementjuk (ukrainska: Кременчук uttal (fil); ryska: Кременчуг, Krementjug) ligger vid floden Dnepr och är en viktig industristad i Poltava oblast i centrala Ukraina. Staden är en självständig administrativ enhet inom oblastet, men fungerar samtidigt som huvudort för det omgivande Krementjuk rajon. Folkmängden uppgår till cirka 218 000 invånare.

## Historia
Krementjuk grundades förmodligen 1571. Stadens namn består av två ord: kremen, "flinta", och tjuk, från ukrainska tjuju som betyder "platta", eftersom staden ligger på en enorm flintplatta. På grund av sitt läge i den södra änden av floden Dnepr, och det lika fördelaktiga läget på resvägen mellan Moskva och Svarta havet, fick staden tidigt en stor kommersiell betydelse, och fram till 1655 var det en rik kosackstad. År 1625 undertecknades Kurukovefördraget mellan kosacker och polacker vid sjön Kurukove i Krementjuk.
Under ryska revolutionen och inbördeskriget 1917–1921 drabbades staden hårt.
Under andra världskriget drabbades Krementjuk hårt av nazisternas ockupation. Staden saknar nästan helt gamla byggnader, då mer än 90 procent av stadens byggnader blev förstörda under kriget. Krementjuks tidigare så betydande judiska befolkning blev då nästan helt utplånad. Den 29 september, dagen då staden intogs av Röda armén 1943, firas fortfarande i Krementjuk som "Stadens dag".
År 1954 påbörjade man bygget av Krementjukreservoaren och Krementjuks vattenkraftverk i Krementjuk dessa var färdigbyggda 1959. 

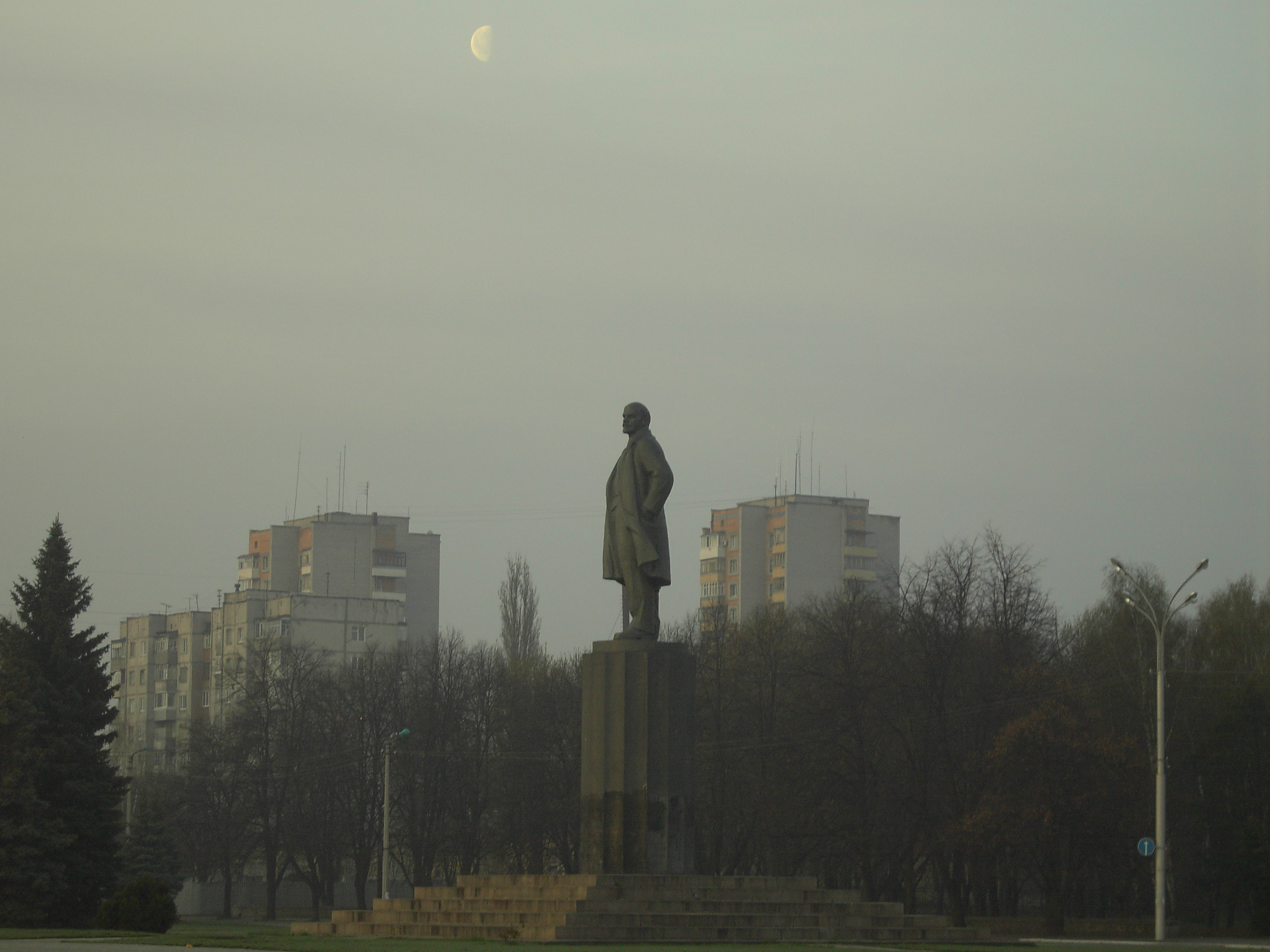
Leninstatyn i Krementjuk centrum. I bakgrunden ses några av de många hus som byggdes efter att Krementjuk förstördes under andra världskriget.

## Ekonomi
Krementjuk har tung industri i form av sex lastbilsfabriker, mineralförädling, oljeraffinaderi, petrokemiindustri, stålindustri och maskintillverkning. I staden tillverkas även livsmedel, kläder, möbler, lädervaror och skor. I Krementjuk finns universitet och teknisk högskola.

## Personer från Krementjuk
- Leo Ornstein (1892–2002), amerikansk pianist och kompositör
- Dimitri Tiomkin (1894–1979), kompositör
- Svetlana Viktorovna Rudalova (född 1984), rytmisk gymnast, tävlande för Vitryssland
- Nadezjda Vladimirovna Tkatjenko (-Sapronova) (född 1948), olympisk mästare i femkamp 1980